# Getinge kyrka
Getinge kyrka är en kyrkobyggnad i Getinge i Halmstads kommun. Den tillhör sedan 2008 Getinge-Rävinge församling (tidigare Getinge församling) i Göteborgs stift.

## Kyrkobyggnaden

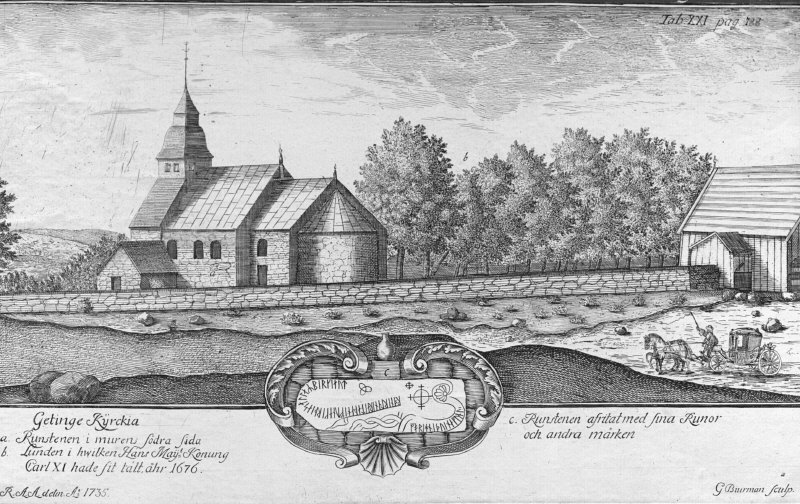
Kyrkan på Biurmans kopparstick

De äldsta delarna i Getinge kyrka härstammar från medeltiden, troligen 1100–1200-talet. Ett kopparstick av G. Biurmans från 1735 ger god uppfattning om medeltidskyrkans exteriör. En annan källa från 1733 anger kyrkans mått till 28 x 10,5 meter. Den romanska anläggningen bestod till sina äldsta delar av ett långhus, som i öster följdes av ett lägre och smalare kor avslutat med den ännu lägre och smalare halvrunda absiden. På kopparsticket syns ett klocktorn i anslutning till kyrkans västra gavel. Ett vapenhus, som fanns på långhusets sydsida, bör ha tillkommit i slutet av medeltiden. Där hade männen sin ingång. För kvinnorna fanns en dörr på långhusets norra sida mitt emot vapenhuset.
År 1776 och utfördes en omfattande renovering. Det platta inre medeltidstaket togs ner och i stället slogs ett tunnvalv. Målarmästare Johan Blomberg i Halmstad försåg 1777 det nya välvda taket med dekorationsmålningar.
Det Brummerska gravkoret, bekostat av ägarna till Fröllinge gods, uppfördes 1794 på tornets norra sida. År 1819 revs trätornet och ersattes av ett torn som murades i gråsten. En dörröppning togs upp i långhusets västgavel och tornet fick en västportal. Tornet avslutades upptill av en lanternin och överst ett klot och i detta ett kors. Det Brummerska gravkoret tömdes 1890. Koret fick till en början inrymma en värmeanläggning, men det utgör numera en mindre samlingssal.
År 1830 revs vapenhus, kor och absid. Långhuset förlängdes österut och korpartiet fick då sin nuvarande rundade avslutning. De stora rundbågiga fönsteröppningarna fick sin utformning.
Sakristian utbyggdes 1890 vid norrsidan. Tornet från 1712, vilket då uppförts efter en åskeld, revs och ett nytt med nygotisk utformning under Göteborgsarkitekten Carl Fahlströms ledning byggdes. Västportalen försågs med gjutna kolonner med tärningskapitäl. Tornöverdelens arkitektur ändrades 1952, då mycket av de nygotiska arkitekturelementen avlägsnades. Samtidigt ersattes västportalens gjutna kolonner med nya av granit.
Under 1900-talet har flera renoveringar utförts som påverkat kyrkans interiör och nuvarande utformning tillkom 1952. Kyrkan totalrenoverades 2006 efter beslut av kyrkonämnden och återinvigdes hösten 2007.

## Inventarier

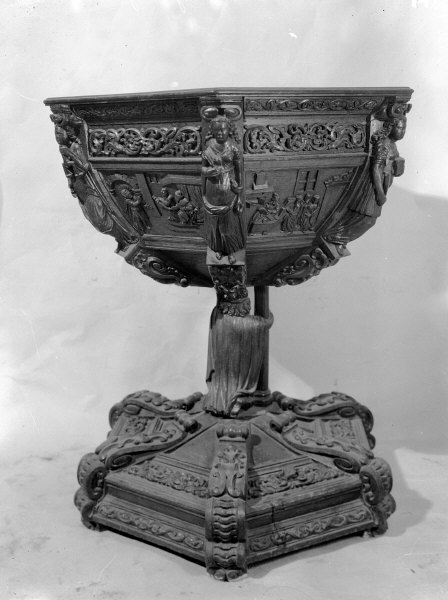
Dopfunten

- Altaruppsatsen är tillverkad 1845 av spegelmakaren J. A. Andersson i Halmstad i nyklassicistisk stil med dubbla kolonner på sidorna och mellan dem ett förgyllt kors med törnekrona och svepning. I gavelfrisen finns andra kristna symboler.
- Predikstolen är utförd 1860 i nyklassicistisk stil av bildhuggaren Johannes Andersson i Mjöbäck.
- Dopfunten är skuren i ek 1687 av Marcus Jäger den äldre, liksom troligen även två friskulpturer, vilka avbildar Aron och Johannes Döparen.[1]
- Dopfatet i mässing är troligen från 1500-talet.
- Ett golvur utfört 1778 av Jeppe Hansson från Laholm är placerat i koret.
- Smidd grind till Fröllinge gravkor och en ljuskrona i vapenhuset är tillverkade av Erik Nilsson, Harplinge.
- En äldre predikstol i snidad ek, utförd i renässansstil på 1620-talet, förvaras i det Brummerska gravkapellet.

### Klockor
Storklockan från 1805 är omgjuten 1905 och lillklockan är gjuten 1768. Båda har inskription.

### Orgel
- 1787 byggde Pehr Schiörlin, Linköping en orgel med 10 stämmor.
- 1890 byggde Johannes Magnusson, Göteborg en orgel med 16 stämmor.
- Dagens orgel är mekanisk och tillverkad 1957 av Frederiksborg Orgelbyggeri, Hilleröd, Danmark. Den har arton stämmor fördelade på två manualer och pedal.

| Huvudverk I     | Svällverk II      | Pedal            | Koppel |
| Rörflöjt 8´     | Gedackt 8´        | Subbas 16´       | I/P    |
| Principal 4'    | Spetsgamba 8'     | Flöjtbas 8´      | II/P   |
| Gedacktflöjt 4' | Koppeflöjt 4'     | Gedacktpommer 4' | II/I   |
| Waldflöjt 2'    | Principal 2'      | Nachthorn 2'     |        |
| Mixtur 4 chor   | Nasat 1 1/3'      | Fagott 16'       |        |
| Rankett 16'     | Scharf 3 chor     |                  |        |
|                 | Krumhorn 8'       |                  |        |
|                 | Tremulant         |                  |        |
|                 | Crescendosvällare |                  |        |

Den renoverades 1996 av Karl Nelson Orgelbyggeri, som även gjorde ändringar i dispositionen och stämde om instrumentet så att det inte längre är liksvävande utan har en mild temperering.

## Runstenar
Runstenen DR 355B är inmurad i kyrkans yttervägg och den numera försvunna runstenen DR 355A har också funnits i eller invid kyrkan.

## Övrigt
Bland gravstenarna befinner sig en meteorit som föll ned i socknen på 1870-talet. Den minner nu om torparen Karl Johansson som avled 1885.